# فوشان
فوشان بالصينية 佛山 مدينة تقع في محافظة كونغدنغ جنوب الصين . تبلغ مساحتها 3840 كيلومتر مربع بينما يبلغ عدد سكانها 5.4 مليون نسمة منهم 1.1 مليون نسمة يقيمون في المدينة نفسها حسب إحصائيات سنة 2000 .

## المناخ
يظهر الجدول التالي التغييرات المناخية على مدار السنة لفوشان:
| البيانات المناخية لـفوشان                        | البيانات المناخية لـفوشان | البيانات المناخية لـفوشان | البيانات المناخية لـفوشان | البيانات المناخية لـفوشان | البيانات المناخية لـفوشان | البيانات المناخية لـفوشان | البيانات المناخية لـفوشان | البيانات المناخية لـفوشان | البيانات المناخية لـفوشان | البيانات المناخية لـفوشان | البيانات المناخية لـفوشان | البيانات المناخية لـفوشان | البيانات المناخية لـفوشان |
| الشهر                                            | يناير                     | فبراير                    | مارس                      | أبريل                     | مايو                      | يونيو                     | يوليو                     | أغسطس                     | سبتمبر                    | أكتوبر                    | نوفمبر                    | ديسمبر                    | المعدل السنوي             |
| ------------------------------------------------ | ------------------------- | ------------------------- | ------------------------- | ------------------------- | ------------------------- | ------------------------- | ------------------------- | ------------------------- | ------------------------- | ------------------------- | ------------------------- | ------------------------- | ------------------------- |
| الدرجة القصوى °م (°ف)                            | 26.7 (80.1)               | 27.1 (80.8)               | 30.7 (87.3)               | 32.7 (90.9)               | 35.6 (96.1)               | 37.1 (98.8)               | 38.5 (101.3)              | 38.5 (101.3)              | 37.8 (100.0)              | 34.2 (93.6)               | 30.6 (87.1)               | 28.8 (83.8)               | 38.5 (101.3)              |
| متوسط درجة الحرارة الكبرى °م (°ف)                | 17.9 (64.2)               | 18.5 (65.3)               | 20.8 (69.4)               | 25.1 (77.2)               | 29.2 (84.6)               | 31.5 (88.7)               | 32.9 (91.2)               | 33.2 (91.8)               | 31.5 (88.7)               | 28.6 (83.5)               | 24.0 (75.2)               | 19.8 (67.6)               | 26.1 (79.0)               |
| المتوسط اليومي °م (°ف)                           | 13.8 (56.8)               | 14.3 (57.7)               | 17.6 (63.7)               | 21.9 (71.4)               | 25.7 (78.3)               | 28.0 (82.4)               | 29.1 (84.4)               | 29.2 (84.6)               | 27.6 (81.7)               | 24.6 (76.3)               | 19.6 (67.3)               | 15.0 (59.0)               | 22.2 (72.0)               |
| متوسط درجة الحرارة الصغرى °م (°ف)                | 10.8 (51.4)               | 11.9 (53.4)               | 15.2 (59.4)               | 19.5 (67.1)               | 23.0 (73.4)               | 25.3 (77.5)               | 26.1 (79.0)               | 26.3 (79.3)               | 24.6 (76.3)               | 21.4 (70.5)               | 16.3 (61.3)               | 11.4 (52.5)               | 19.3 (66.8)               |
| أدنى درجة حرارة °م (°ف)                          | 2.0 (35.6)                | 2.3 (36.1)                | 3.4 (38.1)                | 10.5 (50.9)               | 14.9 (58.8)               | 18.7 (65.7)               | 22.8 (73.0)               | 23.3 (73.9)               | 19.6 (67.3)               | 10.7 (51.3)               | 4.4 (39.9)                | 3.1 (37.6)                | 2.0 (35.6)                |
| الهطول مم (إنش)                                  | 45.7 (1.80)               | 65.2 (2.57)               | 92.4 (3.64)               | 166.4 (6.55)              | 245.1 (9.65)              | 273.7 (10.78)             | 228.4 (8.99)              | 229.9 (9.05)              | 196.7 (7.74)              | 68.1 (2.68)               | 37.7 (1.48)               | 28.0 (1.10)               | 1٬677٫3 (66.03)           |
| متوسط الرطوبة النسبية (%)                        | 74                        | 82                        | 84                        | 85                        | 84                        | 83                        | 81                        | 79                        | 79                        | 75                        | 71                        | 66                        | 79                        |
| المصدر: China Meteorological Data Service Center |                           |                           |                           |                           |                           |                           |                           |                           |                           |                           |                           |                           |                           |

## توأمة
لفوشان اتفاقيات توأمة مع كل من:
- ستوكتون
- كيكيهار (30 أغسطس 1986 - )

## أعلام
- يب شينغ
- وانغ يوي
- جوردون ليو
- ييب مان
- لي جيان